# 復株累若鞮単于
復株累若鞮単于（呉音：ぶくしゅるいにゃくたいぜんう、漢音：ふくしゅるいじゃくていせんう、拼音：Fùzhūlèiruòdīchányú、？ - 紀元前20年）は、中国前漢時代の匈奴の単于。呼韓邪単于と第2閼氏（大閼氏）との子。復株累若鞮単于というのは単于号で、姓は攣鞮氏、名は雕陶莫皋（ちょうとうばくこう）という。

## 生涯
呼韓邪単于と第2閼氏（大閼氏）との間に生まれる。
建始2年（前31年）、呼韓邪単于は臨終の際、第1閼氏（顓渠閼氏）の子である且莫車を立てようと考えていたが、顓渠閼氏が「且莫車はまだ若く、民衆が附かないので、国を危ぶむ恐れがある」と言い、妹である大閼氏の子の雕陶莫皋を立てようと提案した。しかし、大閼氏は「若くとも大臣と協力していけば大丈夫であり、それよりも第一夫人の子を廃し、第二夫人の子を立てる方が後々不安です」と反論し、意見が分かれた。その後、呼韓邪単于が死去すると、顓渠閼氏の意見が採用され、雕陶莫皋が立って復株累若鞮単于となった。これ以降、単于位は弟に継がせることを規則とした。
復株累若鞮単于は子である右致盧児王の醯諧屠奴侯を漢に入侍させ、次弟の且麋胥を左賢王とし、三弟の且莫車を左谷蠡王とし、四弟の嚢知牙斯を右賢王とした。また、復株累若鞮単于はレビラト婚によって王昭君を娶り、須卜居次と当于居次の2女を生んだ。
河平元年（前28年）1月、復株累若鞮単于は右皋林王の伊邪莫演らを漢に遣わして奉献させた。
河平2年（前27年）、復株累若鞮単于は上書して河平4年（前25年）1月に入朝すると請願し、河平4年（前25年）1月に入朝した。漢は錦繍繒帛2万匹、絮2万斤を賜った。
復株累若鞮単于は即位10年の鴻嘉元年（前20年）に死去した。規則により弟の左賢王且麋胥が立ち、捜諧若鞮単于となる。

## 妻子
- 閼氏（えんし：妻）
  - 王昭君
- 子
  - 右致盧児王（醯諧屠奴侯）
- 娘
  - 須卜居次（云）…王昭君の娘、須卜当に嫁ぐ
  - 当于居次…王昭君の娘